# Augusto Magli
Augusto Magli (Molinella, 9 de março de 1923 - 1 de novembro de 1998) foi um futebolista e treinador italiano que atuava como meio-campo.

## Carreira
Augusto Magli fez parte do elenco da Seleção Italiana de Futebol na Copa do Mundo de 1950, no Brasil.